# Tarpa
Tarpa is een plaats (nagyközség) en gemeente in het Hongaarse comitaat Szabolcs-Szatmár-Bereg. Tarpa telt 2278 inwoners (2001).